# Atentados contra Hitler
Durante su vida política, Adolf Hitler fue objeto de varios atentados, algunas fuentes citan al menos 42 tentativas, pero ninguna tuvo éxito debido a que Hitler estaba permanentemente en custodia de las SS para mantener su seguridad y variaba repentinamente su agenda, adelantando o acortando su permanencia en los lugares que visitaba o cambiaba de ruta o fechas de actividades programadas sin previo aviso o simplemente por sucesos inesperados.
Planificar y ejecutar las acciones requería por parte de los conspiradores estar dispuestos a asumir que si fallaban no solo les aguardaba una ignominiosa y humillante muerte, sino que también afectaría a sus familias y conocidos. Los intentos vinieron tanto por parte de los aliados como de sus círculos internos más cercanos.

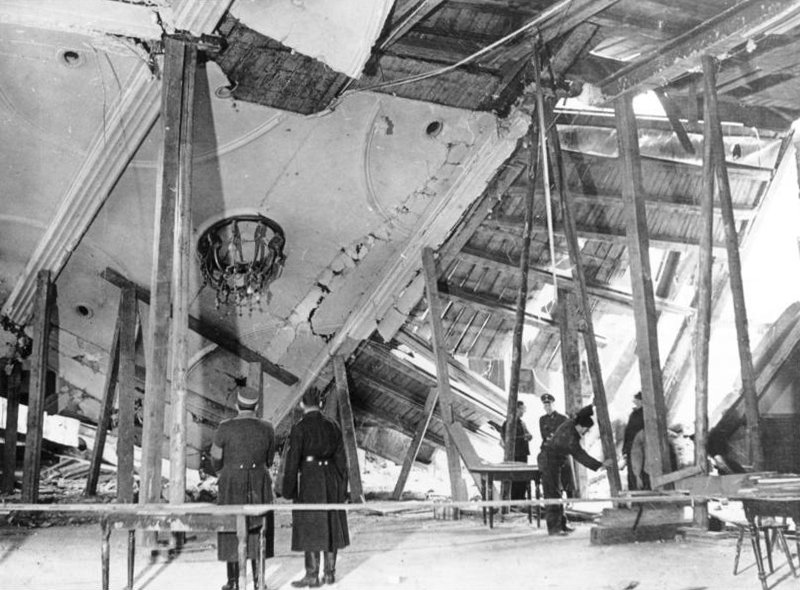
Fotografía de la cervecería tomada el 9 de noviembre de 1939, un día después del atentado

Se estima que al menos 42 veces se atentó contra la vida de Hitler, siendo históricamente registradas seis ocasiones:
La primera en 1923, cuando Hitler casi pierde la vida al ser herido por un proyectil por parte de la policía alemana, en su intento de frustrar el intento de golpe de Estado que Hitler efectuó en noviembre de 1923. Este fue el único intento de atentar contra su persona antes de que tomara posesión del gobierno.
El 8 de noviembre de 1939, un relojero y carpintero alemán, llamado Georg Elser, planificó y construyó un dispositivo y lo instaló en una de las columnas del estrado en la cervecería Bürgerbräukeller. Hitler, que iba a dar un discurso con motivo del Putsch de 1923, se presentó media hora antes y habló ante una atestada concurrencia. Este discurso debía terminar alrededor de las 10 de la noche, pero Hitler abruptamente lo finalizó a las 21:07 h y se retiró del lugar. Trece minutos después de marcharse explotó la bomba y mató a siete personas dejando el lugar en ruinas. Elser fue detenido y ejecutado cinco años después, el 9 de abril de 1945, en el campo de concentración de Dachau.
Otro intento fallido fue el realizado con bombas barométricas el 17 de marzo de 1943 por Fabian von Schlabrendorff, en el Cóndor, el avión personal de Hitler, que no explotaron debido a la temperatura. Lo mismo sucedió con el plan de hacer volar su tren especial.

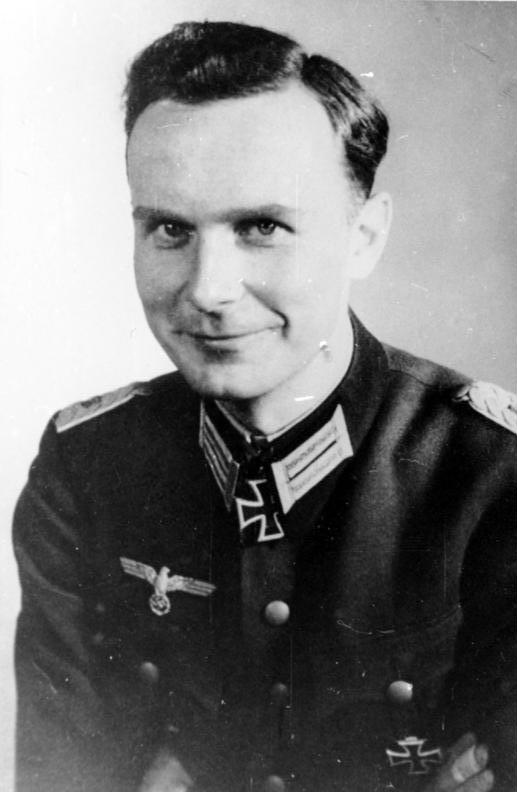
Axel von dem Bussche

El capitán Axel von dem Bussche, el 17 de diciembre de 1943, el capitán Rudolf-Christoph von Gersdorff el 21 de marzo de 1943, el teniente Ewald-Heinrich von Kleist a principios de 1944 y Eberhard von Breitenbuch el 11 de marzo de 1944, organizados por el coronel Claus von Stauffenberg, intentaron matar a Hitler suicidándose junto a él, sin embargo no lograron acercarse al Führer.
Los británicos se plantearon asesinarlo en 1944, cuando Hitler se presentara en Berghof. Se hizo un exhaustivo estudio de sus hábitos y se elaboraron varios planes, todos con una dudosa probabilidad de éxito. Se dice que un plan era la introducción de comandos en ese lugar, el uso de francotiradores, y el envenenamiento de sus alimentos por medio de un cocinero infiltrado. Otro de los intentos era envenenar el té verde, bebida de la cual Hitler era asiduo.

## Atentado del 20 de julio de 1944
El intento que tuvo mayores probabilidades de éxito fue, sin duda, el perpetrado en el Atentado del 20 de julio de 1944  por el Coronel Claus von Stauffenberg para desencadenar la ejecución del Plan Valquiria.
Stauffenberg logró colocar una poderosa bomba accionada por detonador químico a menos de un par de metros del Führer y se retiró. Sin embargo, uno de los presentes, Heinz Brandt, se tropezó con el maletín que portaba el artefacto y lo trasladó detrás de las gruesas patas de la mesa donde se apoyaba Hitler. La bomba explotó y mató a cuatro personas e hirió de leve consideración a Hitler.

## Películas, series y documentales sobre intentos de asesinatos sobre Hitler
- Rommel, el Zorro del Desierto, 1951, dirigida por Henry Hathaway.
- Valkiria, serie de televisión alemana (Stauffenberg - Operation Valkyrieaka), 2004, dirigida por Jo Baier.
- Valkyrie, película estadounidense de 2008, protagonizada por Tom Cruise y dirigida por Bryan Singer.
- Valkyrie: The Plot to Kill Hitler (TV) (AKA The Valkyrie Legacy) (TV) (Valkyrie: The Plot to Kill Hitler), documental 2008, dirigido por Kevin Burns.
- 13 minutos para matar a Hitler, (Elser: Er hätte die Welt verändert (Georg Elser)), 2015, dirigida por Oliver Hirschbiegel.
- Valkiria: El amanecer del cuarto Reich, (Beyond Valkyrie: Dawn of the 4th Reich), 2016, dirigida por Claudio Fäh.